# Sibianor annae
Sibianor annae là một loài nhện trong họ Salticidae.
Loài này thuộc chi Sibianor. Sibianor annae được Dmitri Viktorovich Logunov miêu tả năm 2001.